# Lindenius hasdrubal
Lindenius hasdrubal é uma espécie de insetos himenópteros, mais especificamente de vespas pertencente à família Crabronidae.
A autoridade científica da espécie é Beaumont, tendo sido descrita no ano de 1956.
Trata-se de uma espécie presente no território português.